# Gare de Lymm
 (juin 2023).
La gare de Lymm est une ancienne gare ferroviaire britannique, située sur la ligne Warrington and Altrincham Junction Railway (en) à l'ouest de Whitbarrow Road à Lymm. La gare a ouvert en 1853 et a fermé en 1962. La ligne est restée ouverte jusqu'à 1985, avant de fermer à cause de dégâts sur un pont à Latchford. Elle fut ensuite absorbée par la ligne London and North Western Railway.